# Helina sinoccidentala
Helina sinoccidentala este o specie de muște din genul Helina, familia Muscidae, descrisă de Feng în anul 2005.
Este endemică în Sichuan. Conform Catalogue of Life specia Helina sinoccidentala nu are subspecii cunoscute.